# Tsuda Umeko

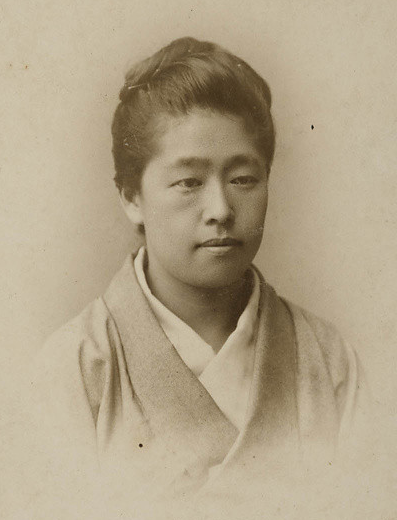
Tsuda Umeko

Tsuda Umeko (japanisch 津田 梅子; geb. 31. Dezember 1864 in Tokio; gest. 16. August 1929) war eine japanische Pädagogin, die sich in der Meiji- und Taishō-Zeit für bessere Ausbildung der Frauen einsetzte.

## Leben und Werk
Tsuda Umeko war die Tochter des Gelehrten Tsuda Sen (1837–1908), eines Samurai, der sich für westliches Wissen, vor allem für Landwirtschaft, interessierte. 1871 gehörte Umeko zu den fünf Mädchen, die zusammen mit der von Fürst Iwakura geleiteten Mission ins Ausland geschickt wurden. Umeko kam so in die USA, wo sie in Washington von Charles Lanman (1819–1895), der u. a. für die japanische Gesandtschaft arbeitete, aufgenommen wurde und dort Englisch lernen konnte. Sie kehrte erst 1882 zurück nach Japan, wobei sie nun Japanisch zum Teil neu lernen musste.
Zunächst war sie bei dem führenden Politiker Itō Hirobumi privat angestellt. Ab 1885 unterrichtete sie Englisch an der „華族女学校“  (Kazoku jogakkō, Schule für adelige Mädchen). In dieser Eigenschaft studierte sie noch einmal von 1889 bis 1892 in den USA, und zwar Biologie und Erziehung am Bryn Mawr College in Pennsylvanien. 1900 schied sie aus der Adelsschule aus und gründete ihre eigene Schule für Mädchen, die „女子英学塾“ (Joshi Eigaku juku) mit Schwerpunkt Englisch-Unterricht. Sie blieb Direktorin der Schule, die 1904 als Fachschule anerkannt wurde, bis 1917 eine Krankheit sie zum Rücktritt zwang. 1905 wurde sie erste Präsidentin des japanischen Zweiges der Young Women’s Christian Association.
Tsuda Umeko war führend daran beteiligt, Mädchen eine höhere Ausbildung zu vermitteln. Sie spielte außerdem eine wichtige Rolle in der Verbreitung des Englischen als Unterrichtsfach. Ihre Schule erhielt 1948 Universitätsrang und führt seitdem den Namen „津田塾大学“ (Tsudajuku daigaku, Tsuda Universität).

## Sonstiges
Das Porträt von Tsuda Umeko wird ab dem Jahr 2024 auf der 5000 Yen-Banknote abgebildet sein.

## Bilder

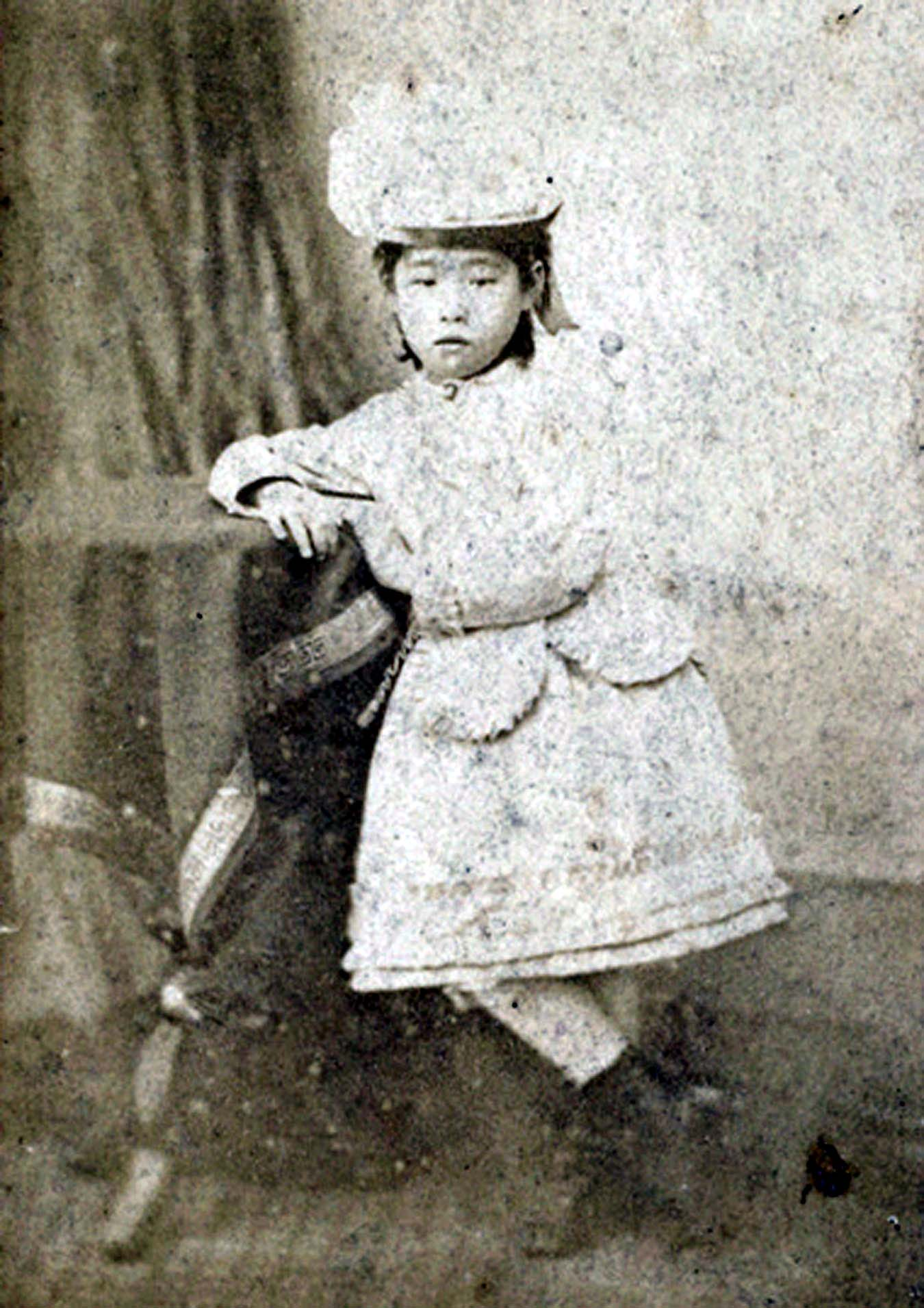
Umeko 1871
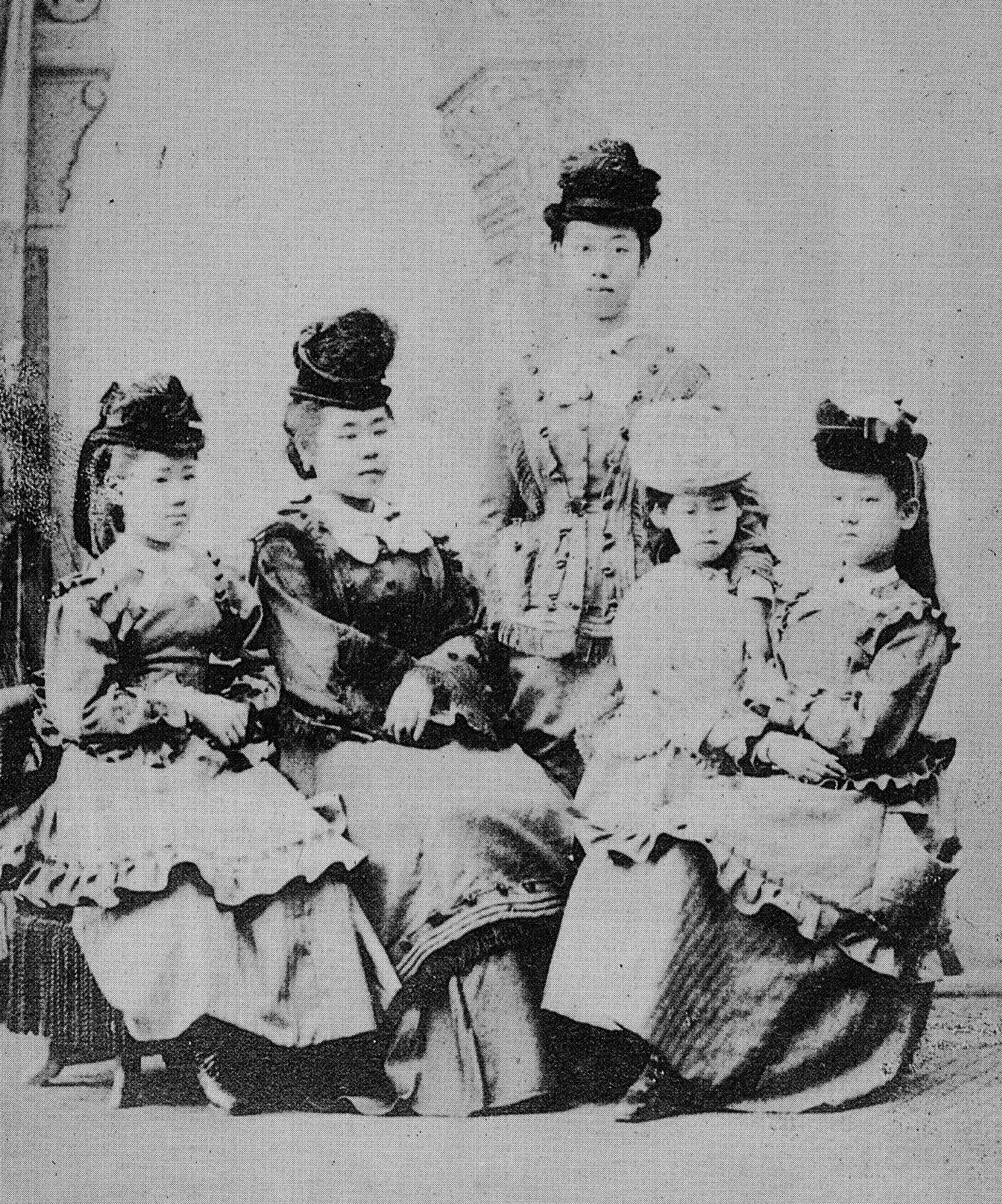
Die Damen in Washington
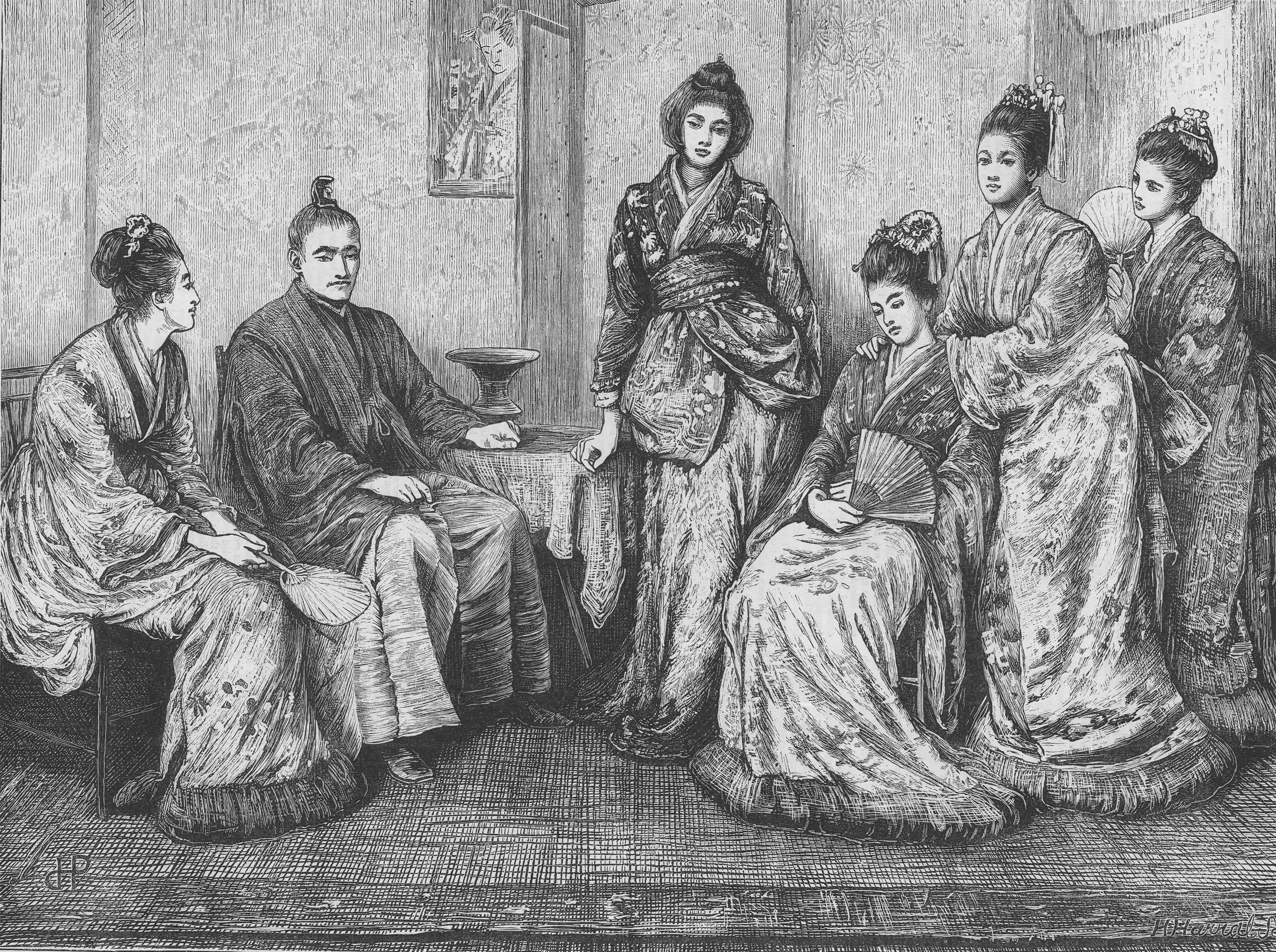
Fürst Iwakura und Damen